# Night Lovell
Night Lovell, właśc. Shermar Paul (ur. 29 maja 1997 w Ottawie) – kanadyjski raper, autor tekstów i producent muzyczny. Jako producent muzyczny szerzej był znany pod pseudonimem KLNV (akronim od Killanov).
Początkowo zyskał sławę po tym, jak jego piosenka „Dark Light” stała się popularna w 2014 roku na platformie Soundcloud. Do tej pory wydał 5 albumów, Concept Vague 21 grudnia 2014 roku oraz Red Teenage Melody 13 czerwca 2016 roku. Latem 2018 roku ujawnił nazwę swojego trzeciego albumu GOODNIGHT LOVELL, który ukazał się 22 lutego 2019 roku. Czwarty album Just Say You Don't Care ukazał się 7 maja 2021. 28 października 2022 raper wydał singiel Eye Spy promujący jego nadchodzący album I HOPE YOU'RE HAPPY, który oficjalnie wyszedł 8 grudnia 2023.

## Dyskografia[4]

### Albumy
- Concept Vague (21 grudnia 2014 r.)[5]
- Red Teenage Melody (16 czerwca 2016 r.)[6]
- Goodnight Lovell (22 lutego 2019 r.)[7]
- Just Say You Don’t Care (7 maja 2021 r.)
- I HOPE YOU'RE HAPPY (8 grudnia 2023 r.)

### EP’ki
- I’ll Be Back (11 sierpnia 2014 r.)[8]

### Single
- FeelTheRage (z: Joji, LiL Gnar) (29 marca 2018 r.)[9]
- Joan Of Arc (z: $uicideboy$) (30 maja 2018 r.)[10]
- Alone (15 października 2020 r.)[11]